# 상업 외교
상업 외교는 두 나라 간의 사업 발전에 초점을 맞춘 외교이다. 이는 상대국에서 사업 및 기업가 정신 증진 및 촉진 활동을 통해 무역과 국내외 투자 형태의 상업적 이득을 창출하는 것을 목표로 한다. 상업 외교는 경제적 안정, 복지 또는 경쟁 우위를 얻는 것을 목표로 추구된다.
"상업 외교"라는 용어는 20세기 후반(예: 조지프, 1965; 코벳, 1972)에 등장했지만, 이 개념은 이전 세기에도 확실히 존재했다. 문헌에서 경제 외교와 상업 외교의 개념은 종종 상호 교환적으로 사용된다. 두 개념의 정의는 다양하며, 결과적으로 그들 간의 관계 또한 다르게 설명된다. 일부 저자는 상업 외교가 경제 외교의 하위 집합이라고 주장한다. 그러나 두 가지 외교 모두 "불가피하게 얽혀 있으며" 따라서 "분명히 구별되지만 서로 밀접하게 관련되어 있다"는 것은 확실하다.

## 목적
상업 외교는 "사회적으로 유익한 국제 사업 벤처의 발전을 목표로 하는 기업 공동체에 대한 정부 서비스"로 정의되며 정부의 역할을 강조한다. 이는 "본국의 사업 및 금융 부문을 지원하는 외교 공관의 업무이며, 무역뿐만 아니라 국내외 투자 촉진을 포함한다." 따라서 상업 외교는 투자, 관광, R&D, 지식 재산권을 포함한 "사업 지원 및 촉진의 모든 측면"을 포함한다.
상업 외교는 글로벌 무역, 투자 및 상업에 영향을 미치는 외국 정부 정책 및 규제 결정을 좌우하도록 고안되었다. 이는 국제 상업에 영향을 미치는 정부 규정 및 조치와 관련이 있으며, 여기에는 건강, 안전, 환경, 소비자 보호와 같은 분야의 표준; 은행, 전기 통신 및 회계와 같은 서비스를 다루는 규정; 경쟁 정책 및 뇌물 수수 및 부패에 관한 법률; 농업 지원 프로그램; 산업 보조금이 포함된다. 포터(2004)는 상업 외교가 관리 및 정부 우려를 다루는 데 유용하기 때문에 가치 창출 활동이라고 주장한다.
이러한 맥락에서 상업 외교는 수출 및 해외 사업 운영을 용이하게 하여 수익성이 있다. 이는 수출 촉진 및 해외 운영에 귀중한 도구이며, 기업이 해외에서 작업을 더 빨리 수행하고, 규정, 법규, 문화, 공공 입찰 및 상대국의 시장에 대한 정보를 제공함으로써 수출량과 기업 성과를 증가시킨다. 또한 파트너 물색 중에 지원을 제공하고, 무역 분쟁, 박람회 및 사절단에 대한 지원을 제공한다. 특히 재정적 제약이 있는 기업의 경우 신뢰할 수 있는 정보와 해외의 광범위한 네트워크에 대한 접근이 필수적이다.

## 활동
전통적인 상업 외교 활동에는 국제 무역, 투자, 지식 재산권 및 상업을 촉진, 협상, 홍보 및 중재하는 것과 함께 네트워킹, 역량 강화, 정보, 이미지 캠페인 및 지원과 더불어 책임감 있는 상업 외교(RCD)를 옹호하는 것이 포함된다. 이러한 활동은 아래 표에 나와 있다.
| 네트워크 활동                         | 정보                        | 이미지 캠페인                        | 지원                          |
| ------------------------------------- | --------------------------- | ------------------------------------ | ----------------------------- |
| 사업 및 정부 접촉 개발                | 상업 정보 수집 및 보급      | 상품 및 서비스 홍보                  | 협상; 계약 이행 및 문제 해결  |
| 국빈 방문                             | 시장 조사                   | 무역 박람회 참가, 잠재 수출업자 소개 | 수출 마케팅 데이터 수집       |
| 구매자-판매자 회의                    | 본국 보고                   | 잠재 외국인 투자자 감화              | 지식 재산권 및 계약 위반 감독 |
| 매치메이킹                            | 양국 컨설턴트               | 수출 마케팅 데이터 수집              | 옹호                          |
| 파트너, 유통업체, 투자자, 변호사 물색 | 이미지 연구, 공동 과학 연구 | 관광 홍보                            | 법적 조치 조정                |
| 개인 네트워크                         |                             | 인식 개선 캠페인                     |                               |

상업 외교를 위한 다른 활동과 기업에 필요한 근거는 다음과 같다: 신뢰할 수 있고 중립적인 비즈니스 정보에 대한 접근 필요성; 해외 시장에서의 신뢰성 및 이미지 지원; 파트너 물색; 분쟁 처리; 본국 대표단 지원(국가 사절단); 전략적 우려(예: 에너지).

## 같이 보기
- 국방 외교

- 경제 외교
- 에너지 외교
- 의료 외교
- 공공외교

## 추가 자료
- Knopp, H. (2004), Commercial Diplomacy and the National Interest, American Academy of Diplomacy. ISBN 9780967910826.
- Ruël, H., ed., (2012), Commercial Diplomacy in International Entrepreneurship, Emerald Group Publishing. ISBN 9781780526744.
- United Nations, (2019), A Guide to Commercial Diplomacy, United Nations Publications, doi:10.18356/61e64df4-en.